# Chambers of Shaolin
Chambers of Shaolin è un videogioco picchiaduro a incontri pubblicato nel 1989 per gli home computer Amiga, Atari ST e Commodore 64 dalla tedesca Thalion Software in patria ed esportato dalla britannica Grandslam Entertainments nel resto d'Europa. Nel 1993 uscì una versione per la console Amiga CD32, edita da Unique, un'etichetta della Grandslam.
È ambientato nell'antica Cina e comprende sia varie prove di allenamento fisico, sia combattimenti di arti marziali a mani nude. Non ufficialmente, prende ispirazione dal classico film di arti marziali 36ª camera dello Shaolin del 1978.
È uno dei primi titoli della Thalion, allora la più giovane produttrice tedesca, che si era presentata pochi mesi prima creando buone aspettative.

## Trama
Il protagonista è Hang Foy Qua, abitante di un villaggio cinese vessato dai soprusi delle guardie dell'imperatore. Poiché Hang Foy oppone resistenza per difendere il villaggio, le guardie arrivano perfino a rapire sua sorella. Si reca allora alla Pagoda della Conoscenza, tra le montagne del Tibet, per cercare consiglio. Qui viene accettato come novizio e dovrà affrontare le prove delle Camere di Shaolin (Chambers of Shaolin) per acquisire le necessarie abilità per poi affrontare gli avversari in duelli di arti marziali.

## Modalità di gioco
Si controlla un combattente calvo a torso nudo, disarmato, in una serie di differenti prove fisiche di allenamento e in una serie di incontri picchiaduro uno contro uno. Tutte le fasi del gioco sono bidimensionali con inquadratura fissa di lato. Il sistema di controllo è in parte diverso a seconda della fase, basato su varie combinazioni di direzioni del joystick e pulsante di fuoco per camminare a destra e sinistra ed effettuare varie mosse di attacco o difesa.
Ci sono sei prove, da affrontare tutte in ordine predefinito, ridotte a tre nella versione Commodore 64.
A queste fasi possono partecipare fino a 4 giocatori, ma uno alla volta.
- Prova del bastone (assente su Commodore 64): un monaco armato di bō cerca di colpire il protagonista con attacchi a tre diverse altezze. Si hanno tre mosse a disposizione, per difendersi da ciascun tipo di attacco, e bisogna farsi colpire il meno possibile.
- Prova di agilità (assente su Commodore 64): il protagonista viene bersagliato da molti oggetti, come accette o vasi, che arrivano dai lati dello schermo e si devono evitare con movimenti e acrobazie varie.
- Prova di equilibrio: si deve saltare tra le cime di quattro tronchi verticali affiancati. Ogni tronco va periodicamente su e giù e bisogna saltare quand'è all'altezza giusta per non cadere. Lo scopo è raggiungere il tronco che di volta in volta è contrassegnato da un simbolo.
- Prova di velocità: in una stanza che si sta allagando, si deve prendere a calci un pendolo per farlo arrivare ad azionare due meccanismi di blocco dell'acqua. Si deve colpire il pendolo più volte, al momento giusto e in fretta, evitando anche di esserne travolti.
- Prova di forza: si devono spaccare con colpi di mano una serie di tavole di legno. Si sceglie prima il punto dove colpire; a questo scopo appare una finestra con un ingrandimento della mano in rapido movimento sopra la tavola, e bisogna fermarla sul punto desiderato. Infine si carica la forza con lo smanettamento.
- Prova del fuoco (assente su Commodore 64): sopra un ponte, vengono lanciati dei cesti incendiari da una barca sullo sfondo. Si deve sia evitare di essere colpiti direttamente, sia calciare via i cesti caduti sul ponte prima che se ne accumulino troppi e lo brucino.

La migliore o peggiore riuscita nelle prove influenza le capacità del personaggio nei successivi combattimenti. Ad esempio se va male la prova di agilità non si potrà fare la capriola all'indietro detta Flic-Flac, e se si prendono troppi colpi di bō la debolezza del personaggio è evidente. Nel complesso si ottengono punteggi in quattro caratteristiche che determinano l'abilità del personaggio. I risultati si possono salvare per vari personaggi. Per poter iniziare i combattimenti è necessario aver affrontato le prove o caricare risultati precedenti.
I combattimenti sono una serie di quattro incontri contro avversari controllati dal computer, oppure sfide in multigiocatore tra due personaggi che hanno completato le prove. Tutti i contendenti hanno lo stesso aspetto, praticamente uguale al protagonista a parte il colore della cintura, e mosse analoghe. Ognuno dei quattro incontri ha un diverso sfondo tipico orientale.
Le meccaniche del combattimento sono ordinarie per i giochi di questo tipo.
Si dispone di una rosa di mosse tipiche e di altre più particolari, come la spaccata e la "zampa di tigre". L'incontro (e la partita, se sconfitti) termina con l'esaurimento dell'energia di uno dei contendenti; le due energie sono rappresentate da nastri che si accorciano.
Se si riesce a battere i quattro avversari c'è un'ultima fase, assente nella versione Commodore 64. Prima si corre lungo le mura di una città, unico momento a scorrimento di tutto il gioco, schivando alcuni ostacoli. Infine si affronta in combattimento un drago sputafuoco.

## Accoglienza
Chambers of Shaolin ricevette giudizi molto variabili dalla critica dei suoi tempi, ma il più delle volte abbastanza buoni, almeno per Amiga, Atari ST e Commodore 64.
La varietà e novità delle prove di allenamento era di solito apprezzata, sebbene il combattimento non fosse innovativo; da quel punto di vista qualche rivista riteneva preferibili classici come International Karate +.
La più tarda conversione per Amiga CD32 ricevette invece diversi giudizi parecchio negativi, ma non mancò anche qualche meno frequente recensione positiva.